# Lápithos

Utgrävningar av gravplatsen, Lapithos. Svenska Cypernexpeditionen 1927–1931. Fotograf: John Lindros.

Lápithos (engelska: Lapta) är en ort i Cypern.   Den ligger i distriktet Eparchía Kerýneias, i den norra delen av landet, 25 km nordväst om huvudstaden Nicosia. Lápithos ligger 115 meter över havet och antalet invånare är 5 215. Den ligger på ön Cypern.
Terrängen runt Lápithos är varierad. Havet är nära Lápithos norrut.Trakten runt Lápithos är ganska glesbefolkad, med 25 invånare per kvadratkilometer. Närmaste större samhälle är Kyrenia, 13,0 km öster om Lápithos. Trakten runt Lápithos är i huvudsak ett öppet busklandskap.